# Cerro Alvarado
El cerro Alvarado es un cerro chileno perteneciente a la precordillera de la Región Metropolitana de Santiago, ubicado en el límite de las comunas de Vitacura (zona sur) y Lo Barnechea (zona norte), en el sector nororiente de la ciudad. Es una estribación oriental del macizo del Cerro Manquehue. Cubre una superficie de 230 hectáreas y su altura máxima es de 1.034 m s. n. m. Su cima se encuentra a unos 3,9 km al sureste de la cumbre del Cerro 18 y a 5 km al sur del Cerro del Medio. Su margen meridional es flanqueada por el río Mapocho. Es uno de los 26 «cerros isla» de la Región Metropolitana.Por su ladera sur discurre el Canal Metropolitano, ex Canal Vitacura.
Nombrado en honor del conquistador español Gómez de Alvarado y Contreras.

## Historia
Durante el Chile colonial, el cerro Alvarado era el límite sur de La Dehesa del Rey.
En diciembre de 1992 se inauguró la carretera a lo largo de su ladera occidental que comunica La Dehesa, parte de la comuna de Lo Barnechea, con la comuna de Vitacura. En un comienzo se le llamó "Portezuelo", aunque pronto adquirió el nombre actual de Camino de Santa Teresa de Los Andes.
A partir de 1994, se modificó su uso de suelo como «área verde protegida», que impedía la edificación, tanto en él como en sus faldeos. En 2013, el municipio de Vitacura autorizó mediante un decreto alcaldicio, la edificación destinada a viviendas, siguiendo la normativa del Plan Regulador Metropolitano, con un límite de 10,5 m de altura por casa o edificio. Esto se debió, principalmente, a la alta demanda por viviendas en ese sector de la capital chilena, lo que provocó una escasez del uso del suelo para estos fines, provocando a su vez un alza en el precio comercial de ellas, construyendo edificios de residencias multifamiliares destinados a los sectores socioeconómicos más altos de la ciudad.

## Desarrollo inmobiliario

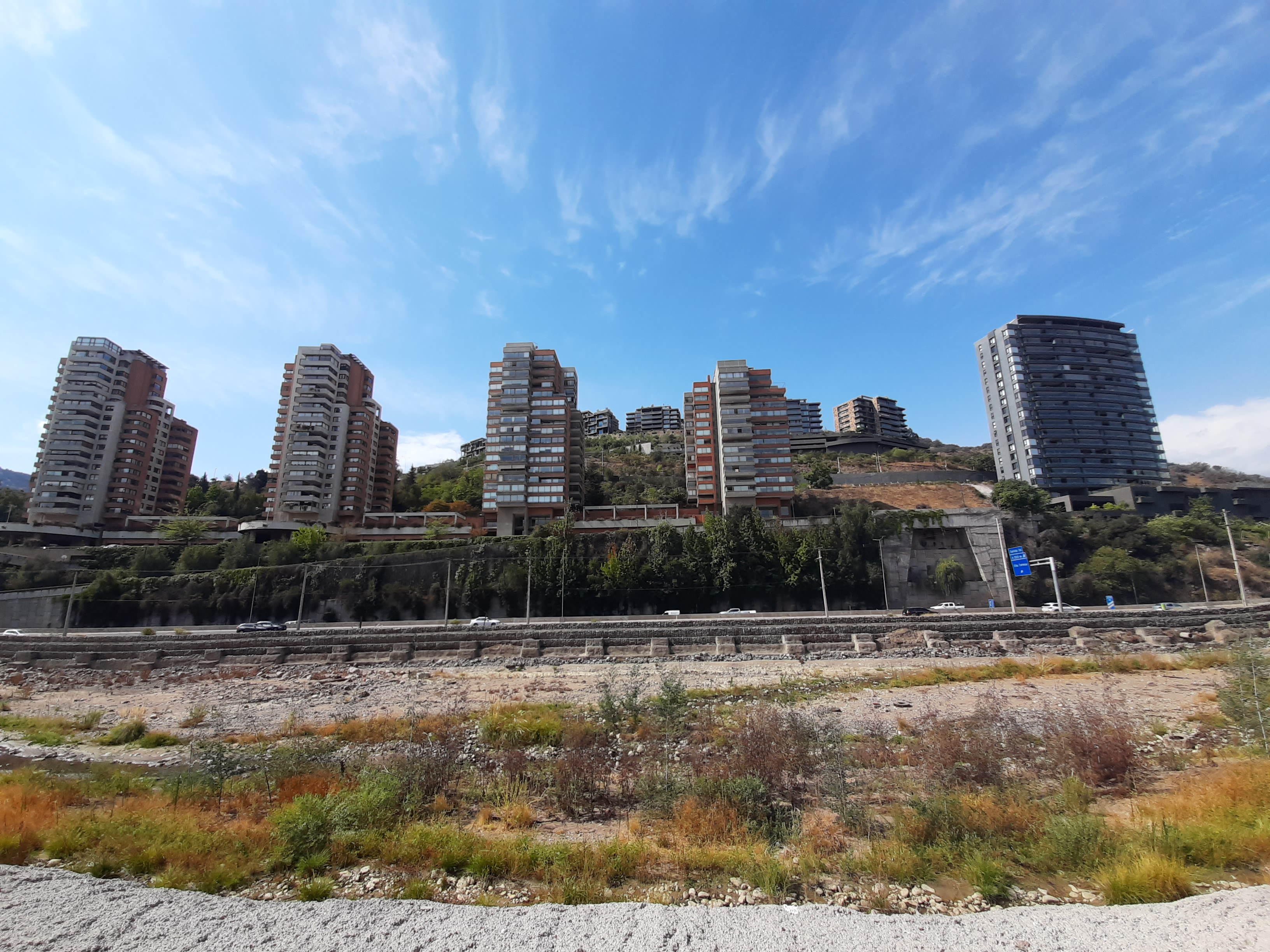
Desarrollo inmobiliario en 2022

Desde fines del siglo XX, se ha experimentado a las laderas del cerro un explosivo desarrollo urbano por parte de empresas inmobiliarias, provocando un crecimiento demográfico progresivo hasta la actualidad, transformándose en un parque urbano intercomunal; mientras que por la ladera sur, se construyó parte de la autopista Costanera Norte. Solo está permitida la construcción en el lado perteneciente a Vitacura, debido a que la regulación de Lo Barnechea lo mantiene en la categoría de «cerro isla», lo cual lo preserva como un parque urbano inhabitado y prohíbe la edificación en él. Cabe destacar que Vitacura es una comuna 36 veces más pequeña que Lo Barnechea, con una tasa de urbanización del 100%; además de poseer un 17% de su área comunal destinada a «preservación ecológica», no siendo considerada como rural propiamente tal.

## Casa abandonada
En su vertiente suroeste hay una construcción en ruinas que fue incendiada en la década de los 1970. Originalmente pertenecía al empresario Mateo Delporte y luego pasó a manos de la familia García, a partir de 1946, quienes le realizaron algunas mejoras. El sitio comenzaba en el antiguo puente nuevo (hoy puente viejo), ubicado en Lo Barnechea, lugar que aún conserva el portón de hierro forjado, y llegaba hasta la actual subida de Santa Teresita de los Andes, donde estaba emplazada la casa, desde la cumbre hasta el río Mapocho.